# Ластівка сірогуза
Ластівка сірогуза (Pseudhirundo griseopyga) — вид горобцеподібних птахів родини ластівкових (Hirundinidae). Мешкає в Африці на південь від Сахари. Це єдиний представник монотипового роду Сірогуза ластівка (Pseudhirundo).

## Підвиди
Виділяють два підвиди:
- P. g. melbina (Verreaux, J & Verreaux, É, 1851) — від Гамбії і Сенегалу до північно-західної Анголи;
- P. g. griseopyga (Sundevall, 1850) — від Нігерії до Ефіопії і західної Кенії і на південь до ПАР.

## Поширення і екологія
Сірогузі ластівки живуть на луках та у відкритих трав'янистих саванах, зазвичай поблизу води, на висоті до 2300 м над рівнем моря. Зустрічаються невеликими зграйками. Гніздяться в норах по берегах річок, іноді використовують покинуті нори гризунів.